# بیا عشقم (فیلم ۱۹۶۸)
بیا عشقم (به انگلیسی: Aa Jaa Sanam) فیلمی هندی محصول سال ۱۹۶۸ و به کارگردانی یوسف نقوی است. در این فیلم بازیگرانی همچون فیروز خان، تانوجا، دون ورما و سولوچنا چاترجی ایفای نقش کرده‌اند.